# Friday Afternoons
Friday Afternoons, Op. 7, è una raccolta di 12 canzoni di Benjamin Britten, composta dal 1933 al 1935 per gli alunni della Clive House School, Prestatyn, dove suo fratello, Robert, era preside. Due delle canzoni, Cuckoo e Old Abram Brown, sono presenti nel film Moonrise Kingdom.

## Composizione
Non molto tempo dopo essersi diplomato al Royal College of Music, Britten iniziò a comporre la sua raccolta di canzoni per lo più all'unisono (l'ultima canzone, Old Abram Brown, era in forma di canone) su testi che aveva selezionato dall'antologia di Walter de la Mare Come Hither. Britten annotò nel suo diario il 2 novembre 1933 (poco più di un mese prima del suo ventesimo compleanno) che aveva composto quel pomeriggio "una canzone, per R.H.M.B. & Clive House, molto leggera e scadente - I mun be married a Sunday (Mi sposerò una domenica)". Ee-Oh! seguirà il 19 dicembre.
Nel diario di Britten non ci fu più alcun accenno di comporre canzoni scolastiche fino al maggio 1934, quando trascorse del tempo con Robert a Clive House e aiutò allenando gli alunni nel cricket e prendendo lezioni di canto. Riprese quindi il lavoro sulle sue canzoni, tra cui A New Year Carol, un'ambientazione del tradizionale "Levy-Dew". Completò la raccolta nell'agosto del 1935 con la canzone Begone, Dull Care.
Il titolo della raccolta era originariamente Twelve Songs for Schools, ma su suggerimento di Robert Britten fu cambiato in Friday Afternoons, poiché in quel periodo della settimana si tenevano lezioni di canto a Clive House. Britten dedicò Friday Afternoons a "R.H.M. Britten e ai ragazzi di Clive House, Prestatyn".

## Canzoni
1. Begone, Dull Care (Anonimo)
2. A Tragic Story (Thackeray)
3. Cuckoo! (Jane Taylor)
4. Ee-Oh! (Anon.)
5. A New Year Carol (Anon., ed. Walter de la Mare)
6. I Mun Be Married on Sunday (Nicholas Udall)
7. There Was a Man of Newington (Anon.)
8. Fishing Song (Izaak Walton)
9. The Useful Plough (Anon.)
10. Jazz-Man (Eleanor Farjeon)
11. There Was a Monkey (Anon.)
12. Old Abram Brown (Anon.)

## Accoglienza della critica
Lo scrittore di musica classica Michael Oliver dichiarò che Friday Afternoons esemplifica la capacità di Britten di scrivere melodie del tipo che "insiste per essere cantato e, una volta cantato, si fissa nella memoria". John Bridcut ha sottolineato che l'uso del canone da parte di Britten in Old Abram Brown, un "piccolo coup de maître [che] rende la marcia funebre molto divertente da cantare" - è una tecnica che avrebbe riutilizzato in diverse opere future come A Ceremony of Carols (This Little Babe) e Noye's Fludde. Quando fu fatta la prima registrazione di quasi tutta la raccolta (omettendo Ee-oh) dal coro della Downside School, Purley per la Decca, la critica musicale Diana McVeagh in The Musical Times descrisse alcune delle canzoni che avevano "un incantesimo vincolante - A New Year Carol è salutare come Jack shall have Jill ne Il sogno".